# 白沙瓦县

所在位置

白沙瓦县是巴基斯坦西北边境省的一个县。该县首府位于白沙瓦市，同时也是西北边境省首府。白沙瓦县总面积1,257km²。总人口2,019,118 (1998年统计)，人口密度1,606.3人/km²。 

## 历史
1947年前，白沙瓦县为英属印度的一个县。后成立白沙瓦专区，白沙瓦县为专区的一部分。2000年，专区撤销，白沙瓦县直属西北边境省。